# Héctor de Jesús Ruiz
Héctor de Jesús Ruiz Cárdenas (n. 25 de diciembre de 1945) es un empresario mexicano que se desempeñó como presidente mundial de Advanced Micro Devices (AMD), la segunda empresa más grande del mundo en la fabricación de microprocesadores y circuitos integrados para productos electrónicos. 
Nació en la ciudad de Piedras Negras, Coahuila, hijo de un padre cuidador de ganado y una madre secretaria, el mayor de una familia compuesta por 4 mujeres y el, en sus inicios lustraba calzado en el zócalo de la ciudad, conoció a Olive Givin, misionero metodista estadounidense que vivía cerca y le dio empleo de mandadero.
Fue él quien le sugirió estudiar en Estados Unidos. Con apoyo del Club Rotario local, cruzaba día a día la frontera para estudiar high school en Eagle Pass. Batallaba con el inglés y pasaba largas horas vespertinas con maestros de química, física y geometría. Se graduó con los máximos honores e ingresó en la Universidad de Texas en Austin. Givin le pagó el primer año de estudios ahí cursó la licenciatura y la maestría en ingeniería eléctrica en la Universidad de Texas en Austin. Posteriormente cursó el doctorado en Electrónica en la Universidad Rice (1973). Tras laborar brevemente en la empresa Texas Instruments comenzó a laborar para Motorola, donde alcanzó la presidencia del sector semiprocesadores antes de dirigir las operaciones de AMD.
En abril de 2003, Ruiz fue seleccionado por el presidente George W. Bush para integrarse al Comité Consultivo de Negociaciones y Políticas Comerciales, la cual asesora directamente a la Cámara de Representantes de los Estados Unidos. 
Ruiz también se desempeña en el directorio de accionistas de la empresa Kodak Eastman. En el último tiempo declaró sus intenciones de convertirse en un nuevo proveedor de procesadores para Apple Computer aparte de afirmar que en un futuro la empresa de Steve Jobs se verá en la necesidad de comprar a la empresa.
Tras una severa crisis de la que AMD no logra salir pese al haber despedido al diez por ciento de su plantilla, Ruiz resigna su cargo de CEO de AMD el 18 de julio de 2008, pese a lo cual sigue ligado a la empresa como executive chairman.[1]

## Enlaces relacionados
- Advanced Micro Devices

- Datos: Q563211